# Robert Marchal (poète)
Robert Marchal, né le 5 octobre 1890 dans le 10e arrondissement de Paris et mort pour la France à Septsarges dans le départements de la Meuse le 1er septembre 1914, est un poète français du XXe siècle. Son nom est inscrit au Panthéon dans la liste des 560 écrivains morts pour la France.

## Biographie
Robert Jules Marchal, né le 5 octobre 1890 au n°9 bis passage des Petites-Écuries à Paris est le fils de Marie Jules Marchal (1854-1903) graveur-lithographe et d'Ernestine Aline Lambert (1860-1932).
D'abord scolarisé au collège Chaptal puis au lycée Condorcet, il est admis dans la section lettres à l'École normale supérieure en 1910,. 
Après son admission à l'École normale supérieure, il doit accomplir une première année de service militaire. Il signe son engagement à Paris le 8 octobre 1910 et commence son service militaire au 45e régiment d'infanterie. Nommé caporal en avril 1911, il est libéré et reprend ses études en octobre 1911 avec l'intention de s'orienter vers l'agrégation d'italien. Il fait deux longs séjours en Italie, en 1912 et 1913-14 et rédige un mémoire intitulé Giulio Caccini, la mélodie accompagnée et le drame musical, pour le diplôme d'études supérieures qu'il obtient en juin 1914,.
Lorsque la Première Guerre mondiale éclate, il est mobilisé au 132e régiment d'infanterie et nommé sous-lieutenant de réserve le jour-même. Il combat avec son régiment dans la Meuse et tombe dès son premier jour au feu aux environs de Septsarges, près de Montfaucon, le 1er septembre 1914,,. 
Il laisse deux romans non publiés et des poèmes qui seront rassemblés par son ami Louis Jardin sous le titre Poèmes de l'œillet blanc.

## Distinctions
- Chevalier de la Légion d'honneur, à titre posthume, décret du 1er octobre 1918[11]
- Croix de guerre 1914–1918, palme de bronze

## Hommages
- Le nom de Robert Marchal est inscrit au Panthéon dans la liste des 560 écrivains morts pour la France[12].
- Son nom figure sur les plaques commémoratives 1914-1918 du lycée Chaptal, de l'École Normale Supérieure et de la Sorbonne à Paris, et sur le Monument aux Parisiens morts pendant la Première Guerre.

## Œuvres principales
- Poèmes de l'œillet blanc, inédit, 1913
- Vie et mort d'un premier amour, roman inédit[10]